# St. Louis Cardinals
I St. Louis Cardinals sono una delle franchigie professionistiche della Major League Baseball (MLB), con sede a Saint Louis, nel Missouri. Sono membri della Central division della National League. Disputano le loro gare interne al Busch Stadium a partire dal 2006. Nati come uno dei primi club professionistici di baseball St. Louis e acquistati dall'imprenditore Chris von der Ahe nel 1881, erano inizialmente conosciuti come Brown Stockings. L'anno successivo divennero uno dei membri fondatori della American Association (AA). Con la chiusura della AA, St. Louis si unì alla NL nel 1892; all'epoca erano chiamati Browns e Perfectos, prima di essere ufficialmente rinominati Cardinals nel 1900.
Una delle franchigie di maggior successo nella storia del baseball, i Cardinals hanno vinto 11 World Series (secondi solo ai 27 dei New York Yankees e primi nella National League), 23 pennant della National League (a pari merito con i San Francisco Giants) e 15 titoli di division. Mentre faceva parte della AA, St. Louis vinse quattro titoli, qualificandosi per quelle che furono le antenate delle World Series. Pareggiarono quelle del 1885 e vinsero quelle del 1886 (in entrambi i casi contro i predecessori dei Chicago Cubs, in una rivalità storica che continua ancora oggi.
I traguardi dei Cardinals che hanno avuto un impatto sulla MLB e sullo sport in generale includono la creazione pionieristica di Branch Rickey del farm system, le due triple corone dei battitori di Rogers Hornsby, le 30 vittorie di Dizzy Dean nella stagione 1934, i 17 record MLB e i 29 record della NL di Stan Musial, la media PGL di 1.12 di Bob Gibson nel 1968, il "Whiteyball" di Whitey Herzog, il record stagionale di fuoricampo di Mark McGwire nel 1998 e le improbabili rimonte della squadra che vinse il titolo nel 2011. I Cardinals hanno vinto 105 o più gare in quattro diverse stagioni e 100 o più gare in nove occasioni. I loro giocatori sono stati nominati per 20 volte MVP della lega, hanno vinto quattro triple corone dei battitori e tre Cy Young Award. Membri della Baseball Hall of Fame includono Lou Brock, Dean, Gibson, Herzog, Hornsby, Joe Medwick, Musial, Rickey, Red Schoendienst, Ozzie Smith e Bruce Sutter.
Nel 2015, Forbes ha valutato il valore dei Cardinals in 1,4 miliardi di dollari, sesti tra le franchigie della MLB; le loro entrate l'anno precedente erano state di 294 milioni di dollari e il loro reddito operativo di 73,6 milioni il più alto della MLB. Dal loro acquisto nel 1995, il gruppo di investimento del proprietario William DeWitt, Jr. ha visto un'enorme crescita rispetto al prezzo di 147 milioni pagati per l'acquisto. John Mozeliak è il general manager e Mike Shildt il manager. Noti per il caloroso supporto dei propri tifosi, malgrado il trovarsi in un mercato di medio livello, i Cardinals hanno spesso una presenza di pubblico tra le maggiori della lega e sono consistentemente tra le prime tre squadre della MLB nei rating televisivi.

## Storia

### Prima dei Cardinals (1875-1881)
Il baseball professionistico iniziò a Saint Louis con la fondazione dei Brown Stockings nella National Association nel 1875. La NA fallì quella stessa stagione e, Saint Louis si unì alla National League come membro fondatore, finendo al terzo posto con un bilancio di 45-19. George Bradley lanciò il primo no-hitter nella storia del baseball. La NL espulse Saint Louis dalla lega nel 1877 a causa di uno scandalo di partite combinate e la squadra andò in bancarotta. Senza una lega, continuarono come squadra semiprofessionistica itinerante fino al 1881.
A causa dei profondi cambiamenti organizzativi tra il 1877 e il 1881, i Brown Stockings non sono generalmente considerati condividere una continuità temporale coi Saint Louis Cardinals;

### American Association e primi anni nella National League (1882–1919)

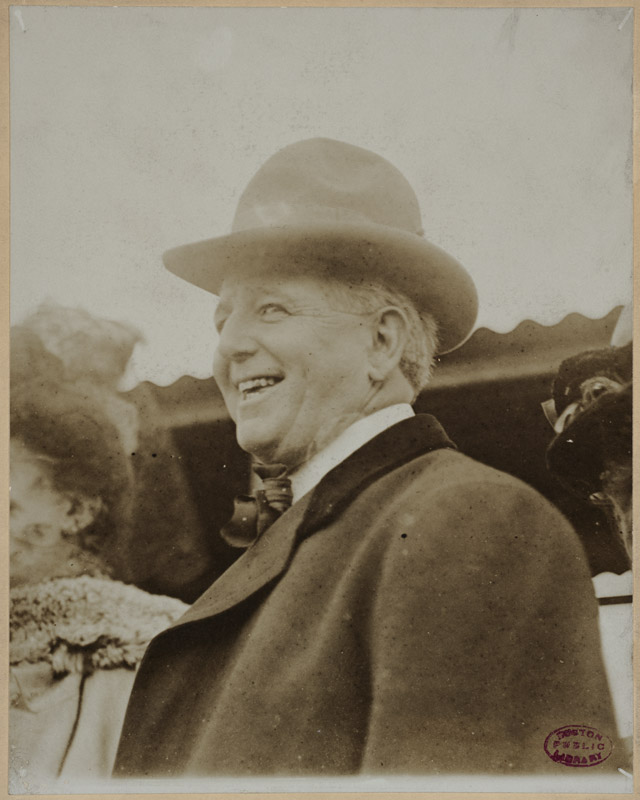
Charles Comiskey guidò i Browns a 4 titoli dell'American Association

Per la stagione 1882, Chris von der Ahe acquistò la squadra, la riorganizzò e la rese un membro fondatore dell'American Association (AA), una lega rivale della NL. Il 1882 è generalmente considerato il primo anno di esistenza dei Saint Louis Cardinals.
Nel 1882, Saint Louis accorciò il suo nome in "Browns". Poco dopo divenne la squadra dominante della AA, col manager Charles Comiskey che la guidò a quattro titoli consecutivi dal 1885 al 1888. Il lanciatore ed esterno Bob Caruthers guidò la lega in media PGL (2.07) e vittorie (40) nel 1885 e terminò tra i primi sei nelle due stagioni successive. Guidò anche la lega in percentuale in base (.448) nel 1886 e finì quarto in media battuta nel 1886 (.334) e quinto nel 1887 (.357). L'esterno Tip O'Neill vinse la prima tripla corona della storia della franchigia nel 1887, l'unica della storia della AA. Con la vittoria del pennant, i Browns affrontarono i campioni della NL nel predecessore delle World Series. Incontrarono due volte i Chicago White Stockings, i futuri Chicago Cubs, pareggiando la prima e vincendo la seconda, dando iniziò alla rivalità che dura ai giorni nostri. Durante le dieci stagioni del franchise nell'AA, realizzarono il massimo storico di 780 vittorie con una percentuale di vittorie di 0,639. Vennero sconfitti in 432 gare e pareggiarono in altre 21 partite.

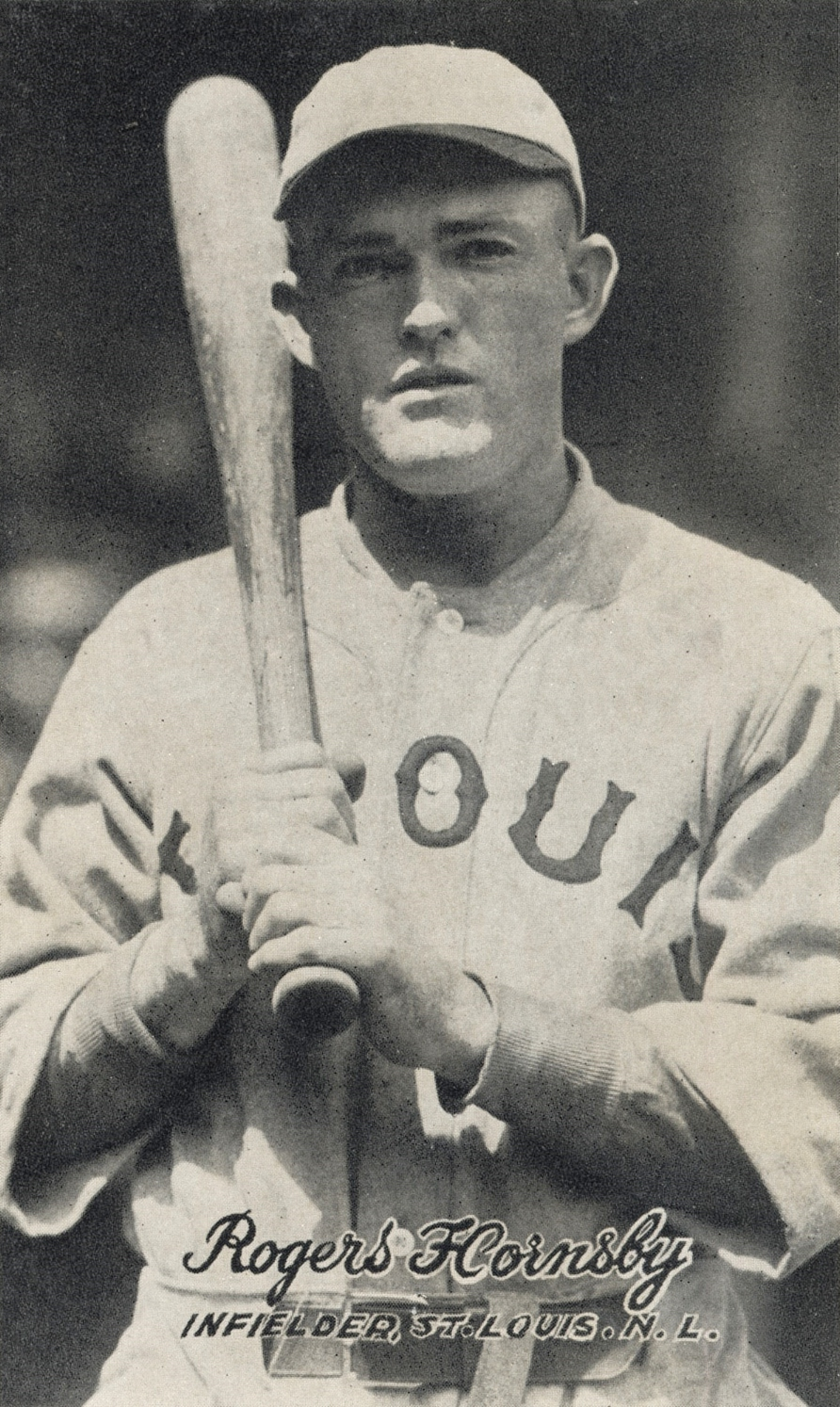
Rogers Hornsby vinse due Triple corone come Cardinal

La AA andò in bancarotta dopo la stagione 1891 e i Browns si trasferirono nella National League, iniziando un periodo negativo. Tra il 1892 e il 1919, St. Louis ebbe solo cinque stagioni con un record positivo, finendo penultima in sedici occasioni e concludendo quattro stagioni con cento o più sconfitte. Il punto più basso fu la stagione 1897, con un record di 29-102, il peggiore della storia della franchigia. Il record di 84-67 del 1899 fu il migliore per il club tra l'addio alla AA e l'acquisto da parte di Sam Breadon. Divenuta nota col nome di "Perfectos", la squadra indossava una maglia colore rosso cardinalizio e calzini a righe. In seguito, nel corso di quella stagione, il giornalista sportivo del St. Louis Republic Willie McHale incluse in un articolo il commento di una tifosa che aveva sentito affermare "Che adorabile sfumatura di cardinal". I tifosi apprezzarono il soprannome "Cardinals" e, l'anno successivo, data la popolarità ottenuta dal nomignolo, il club lo adottò ufficialmente.
Nel 1902, una squadra dell'American League si trasferì da Milwaukee a St. Louis, adottando il nome St. Louis Browns e costruendo un nuovo stadio sul vecchio sito dello stadio dei Cardinals, dando il via a una rivalità che durò mezzo secolo. Breadon acquistò una quota di minoranza dei Cardinals nel 1919 e nel 1917 il manager Branch Rickey si unì ai Cardinals. Le prime venticinque stagioni dei Cardinals nella NL furono di segno opposto rispetto alla loro permanenza nella AA – con una percentuale di vittorie del 40,6, vinsero 1.632 partite, ne persero 2.425 e ne pareggiarono 74.

### L'era Breadon (1920–1952)
Il baseball a Saint Louis iniziò la sua rinascita in questo periodo: dal 1926, i Cardinals hanno vinto undici World Series e 19 pennant della NL. Breadon iniziò la ricostruzione acquistando la squadra nel 1920 e nominando Rickey come business manager, il quale espanse lo staff degli osservatori, puntò sullo sviluppo dei giocatori e fece un lavoro pionieristico sulle minor league, rivestendo il ruolo oggi noto come quello di general manager. Con Rogers Hornsby in seconda base, che vinse la Tripla corona nel 1922 e nel 1925, i Cardinals vinsero le loro prime World Series nel 1926. St. Louis poi conquistò la NL nel 1928, 1930 e 1931, vincendo le sue seconde World Series nel 1931.

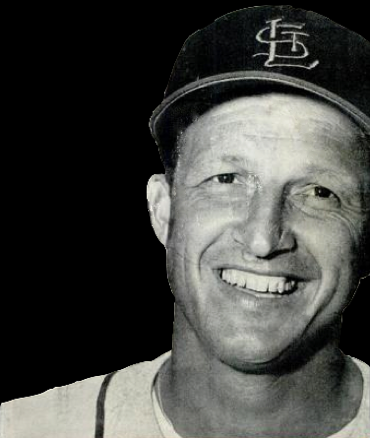
Stan Musial si ritirò con diversi record in battuta della National League e della squadra

La squadra tornò a vincere le World Series nel 1934, guadagnando anche popolarità al di fuori St. Louis grazie alle radio. Dizzy Dean era il leader di quella squadra, venendo premiato come MVP nel 1934 e guidando la NL diverse volte in vittorie, strikeout, inning lanciati, gare complete e shutout. Johnny Mize e Joe Medwick emersero come battitori potenti, con Medwick che vinse l'ultima Tripla corona per un Cardinal nel 1937.
Negli anni quaranta, vi fu un'epoca d'oro per i giocatori giunti dalle squadre affiliate alle minor league, come Marty Marion, Enos Slaughter, Mort Cooper, Walker Cooper, Stan Musial, Max Lanier, Whitey Kurowski, Red Schoendienst e Johnny Beazley. In uno dei suoi decenni di maggior successo, il club vinse 960 gare, contro 580 sconfitte, con una percentuale di successo maggiore di tutte le altre squadre della MLB, 62,3. Con Billy Southworth come manager, i Cardinals vinsero le World Series nel 1942 e nel 1944 (queste ultime in un derby cittadino contro i Browns) e vinsero 105 o più gare per tre anni consecutivi dal 1942 al 1944. La percentuale di vittorie Southworth come manager (64,2) è la più alta di St. Louis da quando si unì alla National League. Musial era considerato il miglior battitore della sua epoca e uno dei più decorati della storia della squadra, vincendo tre titoli di MVP e sette come miglior battitore. St. Louis in seguito vinse le World Series nel 1946 alla settima partita. Breadon fu costretto a cedere la squadra nel 1947, concludendo con 6 World Series e 9 pennant della NL come proprietario. La squadra rimase competitiva, terminando con più vittorie che sconfitte in 13 delle successive 17 stagioni, non riuscendo però a vincere più le World Series sino al 1964.

### L'era di Gussie Busch (1953–1989)

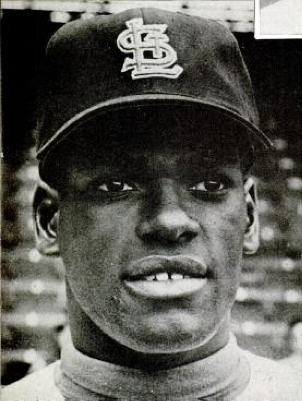
Bob Gibson, il lanciatore più decorato della storia della squadra, vinse due Cy Young Award

Nel 1953, il birrificio Anheuser-Busch acquistò i Cardinals e August "Gussie" Busch ne divenne il presidente, portando i Browns a trasferirsi a Baltimora dove divennero gli Orioles rendendo i Cardinals l'unica squadra della MLB in città. Negli anni sessanta vi furono nuovi successi, a partire da uno di quelli che è considerato uno dei migliori (o peggiori, dal punto di vista dei Cubs) scambi della storia della Major League, quando St. Louis ricevette l'esterno Lou Brock in cambio del lanciatore Ernie Broglio da Chicago. Il terza base MVP Ken Boyer e il lanciatore Bob Gibson guidarono il club a una nuova vittoria delle World Series nel 1964, con Curt Flood, Bill White, Curt Simmons e Steve Carlton che diedero anch'essi contributi chiave nel corso del decennio. Nel 1967, il nuovo arrivo Orlando Cepeda vinse il premio di MVP, contribuendo poi alla vittoria delle World Series. L'anno seguente la franchigia vinse la lega, guidando la MLB con una media PGL complessiva di 2,49. Con un record per l'era moderna di 1,12 di media PGL e un altro primato di 17 strikeout in una sola gara delle World Series, Gibson vinse sia il premio di MVP che il Cy Young Award quell'anno.
Negli anni settanta, il ricevitore e terza base Joe Torre e il prima base Keith Hernández furono entrambi premiati come MVP, ma la squadra non finì mai oltre il secondo posto. La franchigia ritrovò la via delle World Series nel decennio successivo, col manager Whitey Herzog e il suo stile di gioco soprannominato "Whiteyball". In quegli anni un altro scambio alterò la franchigia: nel 1982, l'interbase Garry Templeton fu ceduto ai Padres per l'altro interbase Ozzie Smith. Ampiamente considerato come uno dei migliori difensori della storia del baseball, Smith è al primo posto di tutti i tempi tra gli interbase in Guanti d'oro vinti (13), convocazioni all'All-Star Game (15), assistenze (8.375) e doppi giochi (1.590). St. Louis tornò alle World Series nel 1982, vinte contro i Milwaukee Brewers quell'autunno. In seguito i Cardinals conquistarono il titolo di lega nel 1985 e 1987. Nel 1985 furono sconfitti dai rivali statali dei Kansas City Royals.

### L'era di Bill DeWitt (1990–presente)

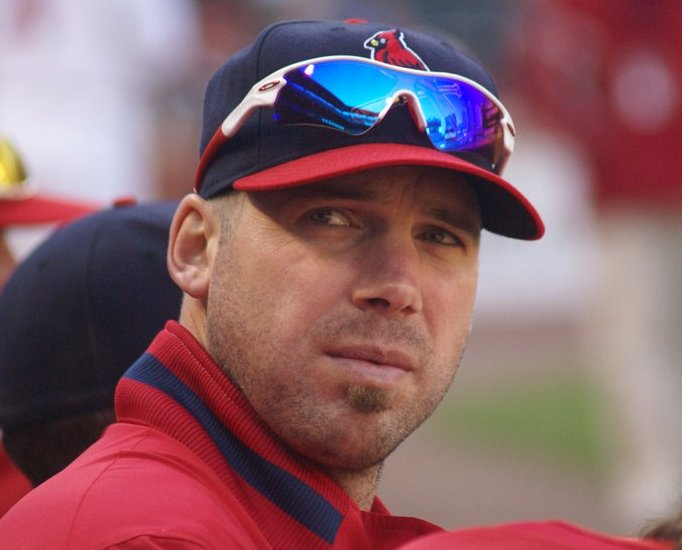
Il lanciatore Chris Carpenter fu essenziale in due vittorie delle World Series

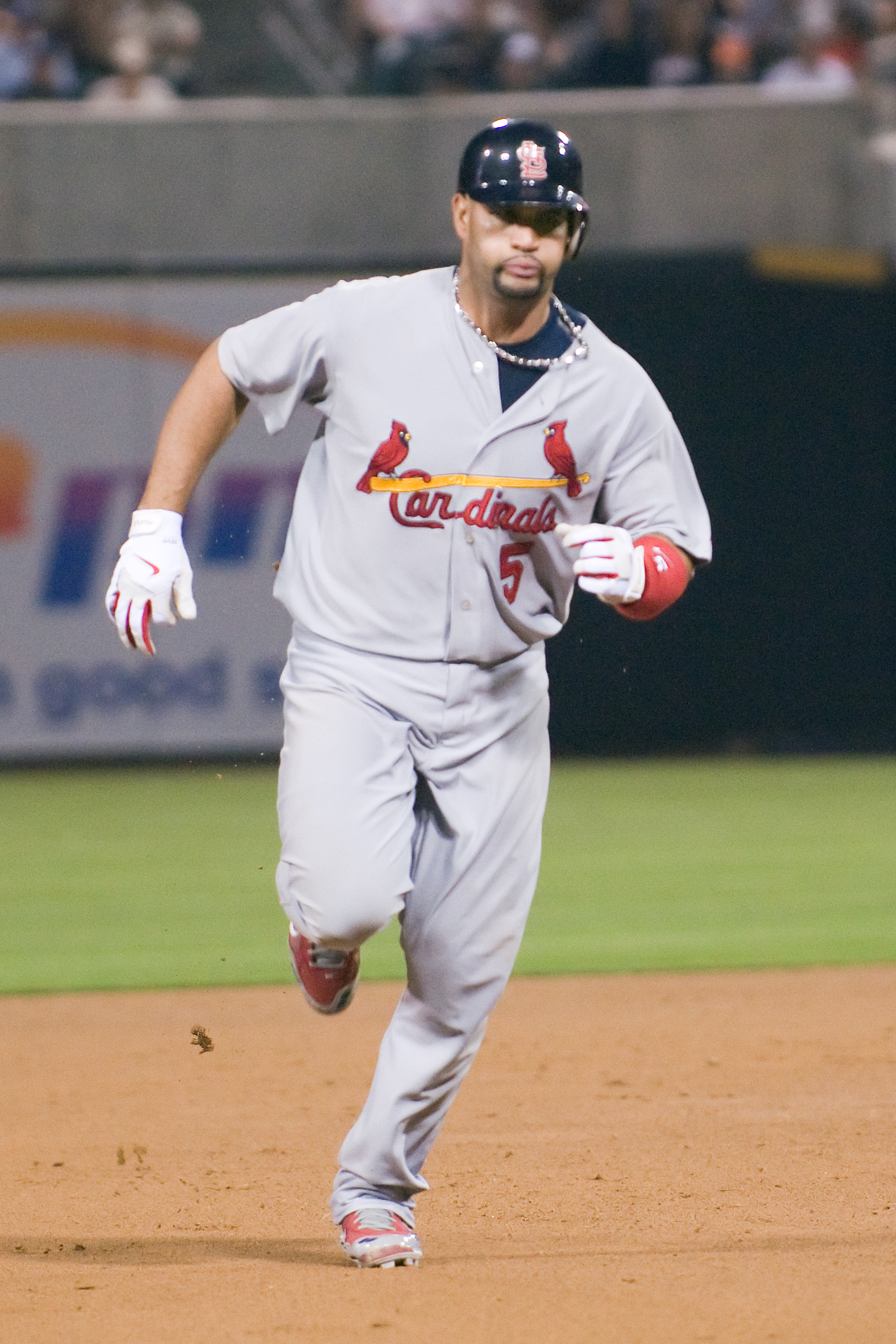
Albert Pujols fu la stella dei Cardinals nel primo decennio del nuovo millennio

Dopo la morte di Gussie Busch nel 1989, il birrificio Anheuser-Busch assunse il controllo e assunse Joe Torre come manager sul finire del 1990, dopo di che cedette la squadra a un gruppo di investitori guidato da William DeWitt, Jr. nel 1996. Tony La Russa sostituì Torre nella primavera del 1996. Nel 1998, Mark McGwire si scontrò con Sammy Sosa dei Cubs alla caccia del record stagionale di fuoricampo. Dal 2000 al 2013, i Cardinals si ristabilirono come una delle migliori squadre della lega, raggiungendo dieci volte i playoff, vincendo quattro pennant della NL e due World Series, con 1.274 vittorie nella stagione regolare, a fronte di 993 sconfitte per una percentuale del 56%, guidando la National League e al secondo posto nella MLB dietro i New York Yankees. Con le aggiunte di Jim Edmonds, Albert Pujols e Scott Rolen, i Cardinals avevano tre importanti battitori e difensori soprannominati "MV3;" Pujols vinse tre titoli di MVP e batté con .328 e 445 fuoricampo durante la sua carriera coi Cardinals. Nel 2004, la media PGL di 3.09 e le 15 vittorie di Chris Carpenter fecero terminare il club col miglior record della MLB di 105 vittorie, vincendo la NL. Nel 2006, malgrado gli infortuni e la discontinuità, St. Louis vinse le World Series, battendo i Detroit Tigers in cinque gare. Le loro 83 vittorie nella stagione regolare furono il minimo della storia per una squadra che conquistò il titolo
Nel 2009, i Cardinals raggiunsero le 10.000 vittorie, a partire dai giorni nella AA St. Louis fece ritorno ai playoff nel 2011, rimontando il più grande svantaggio dopo 130 partite (10,5 gare), superando gli Atlanta Braves all'ultima giornata per una wild card. In gara 3 delle World Series 2011, Pujols divenne solamente il terzo giocatore a battere tre fuoricampo in una gara delle serie finale. In gara 6 vinsero in rimonta il loro undicesimo titolo contro i Texas Rangers. A fine stagione, La Russa annunciò il proprio ritiro, l'unico manager a farlo dopo avere vinto il titolo. Lasciò con il record di franchigie di vittorie per un manager, 1.408.
Il successore di La Russa, Mike Matheny, divenne il primo della storia a guidare la sua squadra alle National League Championship Series in entrambe le sue prime due stagioni dalla suddivisione della lega in division (nel 1969). Nel 2014, St. Louis giunse per il quarto anno consecutivo alle NLCS, dopo avere battuto 3-1 i Dodgers nelle Division Series. Dieci giorni dopo essere stati eliminati dai playoff dai San Francisco Giants, l'esterno rookie Oscar Taveras rimase vittima di un incidente stradale nella nativa Repubblica Dominicana. Il 17 novembre, i Cardinals acquisirono dai Braves l'esterno Jason Heyward (fresco vincitore del Guanto d'oro) per sostituire Taveras. Nel 2015, St. Louis vinse il terzo titolo di division consecutivo ma non riuscì a tornare per il quinto anno alle NLCS, venendo eliminata dai Cubs nelle Division Series.
Il 14 luglio 2018, in seguito a una sconfitta per 8-2 contro i Cincinnati Reds, i St. Louis Cardinals annunciarono di aver licenziato l'allenatore Mike Matheny dopo sei stagioni e mezzo. La franchigia nominò quindi Mike Shildt manager ad interim, che un mese dopo venne confermato l'allenatore permanente dei Cardinals.
Il 19 novembre 2018, la squadra annunciò che le divise "Victory Blue", indossate dai Cardinals durante la fine degli anni '70 e '80, sarebbero state adottate nuovamente per la stagione 2019. Le divise, che integrano il colore azzurro polvere con il disegno moderno della maglia "Saturday alternate" della squadra, dovevano essere indossate 13 volte in trasferta durante la stagione 2019. I Cardinals acquisirono Paul Goldschmidt in uno scambio dagli Arizona Diamondbacks il 5 dicembre 2018.

## Giocatori importanti

### Membri della Baseball Hall of Fame
| Come St. Louis Browns |      |               |      |
| Giocatore             | Anno | Giocatore     | Anno |
| Charles Comiskey      | 1939 | Pud Galvin    | 1965 |
| Roger Connor          | 1976 | George Sisler | 1939 |

| Come St. Louis Cardinals |      |                   |      |
| Giocatore                | Anno | Giocatore         | Anno |
| Grover C. Alexander      | 1938 | Rabbit Maranville | 1954 |
| Walter Alston            | 1983 | Bill McKechnie    | 1962 |
| Jake Beckley             | 1971 | John McGraw       | 1937 |
| Jim Bottomley            | 1974 | Joe Medwick       | 1968 |
| Roger Bresnahan          | 1945 | Johnny Mize       | 1981 |
| Lou Brock                | 1985 | Stan Musial       | 1969 |
| Mordecai Brown           | 1949 | Kid Nichols       | 1949 |
| Jesse Burkett            | 1946 | Branch Rickey     | 1967 |
| Steve Carlton            | 1994 | Wilbert Robinson  | 1945 |
| Orlando Cepeda           | 1999 | Red Schoendienst  | 1989 |
| Dizzy Dean               | 1953 | Enos Slaughter    | 1985 |
| Leo Durocher             | 1994 | Ozzie Smith       | 2002 |
| Dennis Eckersley         | 2004 | John Smoltz       | 2015 |
| Frankie Frisch           | 1947 | Billy Southworth  | 2008 |
| Bob Gibson               | 1981 | Bruce Sutter      | 2006 |
| Burleigh Grimes          | 1964 | Joe Torre         | 2014 |
| Chick Hafey              | 1971 | Dazzy Vance       | 1955 |
| Jesse Haines             | 1970 | Bobby Wallace     | 1953 |
| Whitey Herzog            | 2010 | Hoyt Wilhelm      | 1985 |
| Rogers Hornsby           | 1942 | Vic Willis        | 1995 |
| Miller Huggins           | 1964 | Cy Young          | 1937 |
| Tony La Russa            | 1984 |                   |      |

Nota
I giocatori in grassetto sono riprodotti nella Hall of Fame con l'uniforme dei Cardinals.

### Numeri ritirati

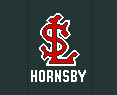
Rogers Hornsby Onorato nel 1937
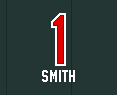
Ozzie Smith Ritirato nel 1996
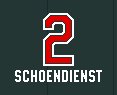
Red Schoendienst Ritirato nel 1996
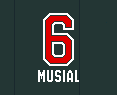
Stan Musial Ritirato nel 1963
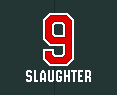
Enos Slaughter Ritirato nel 1996
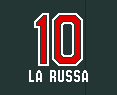
Tony La Russa Ritirato nel 2012
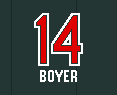
Ken Boyer Ritirato nel 1984

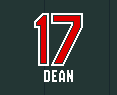
Dizzy Dean Ritirato nel 1974
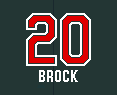
Lou Brock Ritirato nel 1979
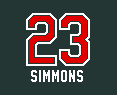
Ted Simmons Ritirato nel 2021
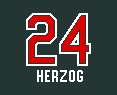
Whitey Herzog Ritirato nel 2010
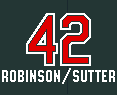
Bruce Sutter Ritirato nel 2006
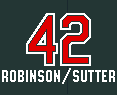
Jackie Robinson Rit. da MLB nel '97
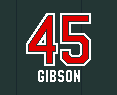
Bob Gibson Ritirato nel 1975

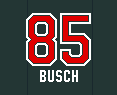
Gussie Busch Ritirato nel 1984
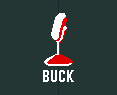
Jack Buck Ritirato nel 2002

Note
- Hornsby: Quando fu onorato nel 1937, '"SL"' fu utilizzato al posto del numero dal momento che aveva giocato per la maggior parte in un'epoca in cui i numeri non erano utilizzati
- 42: Il numero 42 di Jackie Robinson fu ritirato dalla lega per tutte le franchigie nel 1997. I Cardinals ritirarono nuovamente il 42 nel settembre 2006 in onore di Sutter, che era stato eletto nella Hall of Fame in precedenza quell'anno.
- 85: Gli azionisti dei Cardinals onorarono Busch col numero 85 il giorno del suo 85º compleanno nel 1984.

## Elenco manager dei Cardinals
- Mike Matheny (2012-Presente)
- Tony La Russa (1996-2011)
- Mike Jorgensen (1995)
- Joe Torre (1991-1995)
- Hamza El Gandu (2004-2005)
- Red Schoendienst (1990-1991)
- Whitey Herzog (1980-1990)
- Jack Krol (1980)
- Ken Boyer (1978-1980)
- Jack Krol (1978)
- Vern Rapp (1977-1978)
- Red Schoendienst (1965-1976)

## Affiliate nella Minor League
| Livello | Team                  | League                  | Città                                |
| ------- | --------------------- | ----------------------- | ------------------------------------ |
| AAA     | Memphis Redbirds      | Triple-A East           | Memphis, Tennessee                   |
| AA      | Springfield Cardinals | Double-A Central        | Springfield, Missouri                |
| A+      | Peoria Chiefs         | High-A Central          | Peoria, Illinois                     |
| A-      | Palm Beach Cardinals  | Low-A Southeast         | Jupiter, Florida                     |
| Rookie  | FCL Cardinals         | Florida Complex League  | Jupiter, Florida                     |
| Rookie  | DSL Cardinals Blue    | Dominican Summer League | Santo Domingo, Repubblica Dominicana |
| Rookie  | DSL Cardinals Red     | Dominican Summer League | Santo Domingo, Repubblica Dominicana |

## Record di franchigia

### Battitori
- OPS - On-Base + Slugging

| 1 | Mark McGwire, 1B   | 1997-2001            | 1.011 |
| 2 | Albert Pujols, 1B  | 2001-2011            | 1.037 |
| 3 | Johnny Mize, 1B    | 1936-1941            | 1.018 |
| 4 | Rogers Hornsby, 2B | 1915-1926, 1933      | .995  |
| 5 | Stan Musial, OF    | 1941-1944, 1946-1963 | .976  |

- Fuoricampo (Home Runs o HR)

| 1 | Stan Musial   | 1941-1944, 1946-1963 | 475 |
| 2 | Albert Pujols | 2001-2011            | 445 |
| 3 | Ken Boyer     | 1955-1965            | 255 |
| 4 | Jim Edmonds   | 2000-2008            | 241 |
| 5 | Ray Lankford  | 1990-2001, 2004      | 228 |

- Valide (Hits o H)

| 1 | Stan Musial    | 1941-1944, 1946-1963 | 3.630 |
| 2 | Lou Brock      | 1964-1979            | 2.713 |
| 3 | Rogers Hornsby | 1915-1926, 1933      | 2.110 |
| 4 | Albert Pujols  | 2001-2011            | 2.073 |
| 5 | Enos Slaughter | 1938-1942, 1946-1953 | 2.064 |

- Punti battuti a casa (Runs Batted In o RBI)

| 1 | Stan Musial    | 1941-1944, 1946-1963 | 1.951 |
| 2 | Albert Pujols  | 2001-2011            | 1.329 |
| 3 | Enos Slaughter | 1938-1942, 1946-1953 | 1.148 |
| 4 | Jim Bottomley  | -                    | 1.105 |
| 5 | Rogers Hornsby | 1915-1926, 1933      | 1.072 |

- Basi rubate (Stolen Bases o SB)

| 1 | Lou Brock     | 1964-1979 | 888 |
| 2 | Vince Coleman | -         | 549 |
| 3 | Ozzie Smith   | -         | 433 |
| 4 | Arlie Lathan  | -         | 369 |

- Punti segnati (Runs o R)

| 1 | Stan Musial    | 1941-1944, 1946-1963 | 1.949 |
| 2 | Lou Brock      | 1964-1979            | 1.427 |
| 3 | Albert Pujols  | 2001-2011            | 1.291 |
| 4 | Rogers Hornsby | 1915-1926, 1933      | 1.089 |
| 5 | Enos Slaughter | 1938-1942, 1946-1953 | 1.071 |

### Lanciatori
- Eliminazioni (Strikeouts o SO)

| 1 | Bob Gibson      | - | 3.117 |
| 2 | Dizzy Dean      | - | 1.095 |
| 3 | Bob Forsch      | - | 1.079 |
| 4 | Chris Carpenter | - | 1.073 |

- Vittorie (Wins o W)

| 1 | Bob Gibson   | - | 251 |
| 2 | Jesse Haines | - | 210 |
| 3 | Bob Forsch   | - | 163 |

- Salvezze (Saves o SV)

| 1 | Jason Isringhausen | - | 217 |
| 2 | Lee Smith          | - | 160 |
| 3 | Todd Worrell       | - | 129 |

## Palmarès
|                    | Titoli | |
| ------------------ | ------ | --- |
| World Series       | 11     | 1926, 1931, 1934, 1942, 1944, 1946, 1964, 1967, 1982, 2006, 2011                                                                             |
| Titoli di League   | 23     | 1885, 1886, 1887, 1888(AA), 1926, 1928, 1930, 1931, 1934, 1942, 1943, 1944, 1946, 1964, 1967, 1968, 1982, 1985, 1987, 2004, 2006, 2011, 2013 |
| Titoli di Division | 15     | 1982, 1985, 1987, 1996, 2000, 2001, 2002, 2004, 2005, 2006, 2009, 2013, 2014, 2015, 2019                                                     |
| Wild card          | 2      | 2011, 2012 |